# Idalus albescens
Idalus albescens là một loài bướm đêm thuộc phân họ Arctiinae, họ Erebidae.